# Cratere Gaan
Gaan  è un cratere sulla superficie di Marte.